# Misys
Misys war ein börsennotierter britischer Softwarehersteller. Der Schwerpunkt der Aktivitäten des Unternehmens lag auf der Entwicklung von Anwendungen für Banken, Versicherer und das Gesundheitssystem.
Misys wurde im Jahr 1979 gegründet und wuchs organisch über die Jahre. 1987 ging das Unternehmen an die Börse und wurde 1998, nach der Übernahme einiger anderer Unternehmen, als erstes Unternehmen aus dem Bereich Informationstechnik im FTSE 100 geführt.
Misys ging Ende 2017 im Finanztechnologieunternehmen Finastra auf.